# Over het doppen van bonen
Over het doppen van bonen (Pools: Traktat o łuskaniu fasoli) is een roman uit 2006 van de Poolse auteur Wiesław Myśliwski. Hij won er de Poolse Nike-literatuurprijs mee.

## Verhaal
Bonen doppen is goed te combineren met het vertellen van uitgebreide verhalen. De verteller is een oude man, beheerder van vakantiehuisjes. Een onverwachte gast die bonen bij hem komt kopen wordt zijn gezelschap. De zwijgzame gast wordt getrakteerd op het levensverhaal van de oude man, die de tijd neemt om meanderend in ruimte en tijd uit te weiden over zijn jeugd op het Poolse platteland, die wreed verstoord wordt door de oorlog, waarin hij alles en iedereen verliest. Zijn opleiding tot elektricien en zijn leven als saxofonist, een heel tijdperk trekt aan hem voorbij. Tot hij ten slotte, getekend door het leven, naar zijn dorp terugkeert waar zijn verleden en een hele boerse samenleving zijn verdwenen. 